# Iwan Władysław
Iwan Władysław, także Jan Władysław (bułg. Иван Владислав, Iwan Władisław, zm. luty 1018) – car Bułgarii w latach 1015–1018. Syn Arona Komitopula.
Uratowany w dzieciństwie od śmierci przez swego kuzyna Gabriela Radomira objął władzę po zamordowaniu go w październiku 1015 roku. Broniąc niezależności szczątków carstwa bułgarskiego próbował początkowo układów z cesarzem bizantyńskim Bazylim II. Po fiasku tych planów odpierał kolejne ataki Greków na umocnienia bułgarskie w zachodniej Macedonii i wzdłuż Strumicy. Jednocześnie próbował przenieść centrum swego państwa w góry albańskie i w tym celu oblegał Dracz. Zginął pod murami tej twierdzy w lutym 1018 roku. Po jego śmierci carowa wdowa Maria i główni dowódcy bułgarscy poddali się cesarzowi bizantyńskiemu.

## Ocalony
Iwan Władysław był jedynym synem Aarona Komitopula, który przeżył tragedię swej rodziny. Wiąże się ona z ostateczną rozgrywką o władzę w państwie pomiędzy ojcem Iwana Aaronem, a jego stryjem Samuelem. Szukający poparcia przeciw bratu w Bizancjum, Aaron został przez Samuela oskarżony o zdradę i na jego rozkaz zamordowany wraz z rodziną na zamku w Razmetanicy. Iwana Władysława ocalił wówczas Gabriel Radomir, jego kuzyn, który wstawił się za nim u ojca lub też ukrył go przed ojcem.

## Przejęcie władzy
W październiku 1014 roku po śmierci ojca Samuela tron objął kuzyn Iwana Władysława, Gabriel Radomir. Od początku jego pozycja nie była silna. Iwan Władysław jako syn starszego z braci Komitopulów mógł w oparciu o prawo starszeństwa rościć pretensje do tronu i niewątpliwie to robił. Gabriela Radomira poparli jednak wodzowie Samuela z wielmożą Domecjanem na czele. Gabriel Radomir odwdzięczył mu się potem czyniąc go swoim kauchanem (zastępcą). Na wieść o śmierci swego najgroźniejszego przeciwnika cesarz bizantyński Bazyli II jeszcze późną jesienią obległ Bitolę, a w drodze powrotnej zdobył Prilep i Sztip. W następnym roku, po krótkim oblężeniu odzyskał utraconą przejściowo Wodenę i obległ leżącą na północny zachód od niej potężną twierdzę Moglenę. Gabriel Radomir mógł tylko z pobliskiego Sosku nad jeziorem Ostrowo (jez. Wegoritis) przyglądać się rozwojowi wydarzeń. Iwan Władysław stanął na czele opozycji niezadowolonych bojarów. Nie jest wykluczone, że podjął też potajemne rozmowy z cesarzem, który nakłaniał go do przejęcia władzy w państwie. W sierpniu 1015 roku wskutek prac inżynieryjnych Greków, wysadzony został fragment murów twierdzy i jej los został przesądzony. Do niewoli dostali się obrońcy: kauchan Domecjan i liczni wielmoże pozostający na służbie u cara. Wykorzystując kolejne niepowodzenie Gabriela Radomira, a być może także osłabienie jego stronnictwa, Iwan Władysław zamordował cara podczas polowania w lasach leżących w pobliżu miasteczka Petrisk.

## Pierwsze miesiące panowania

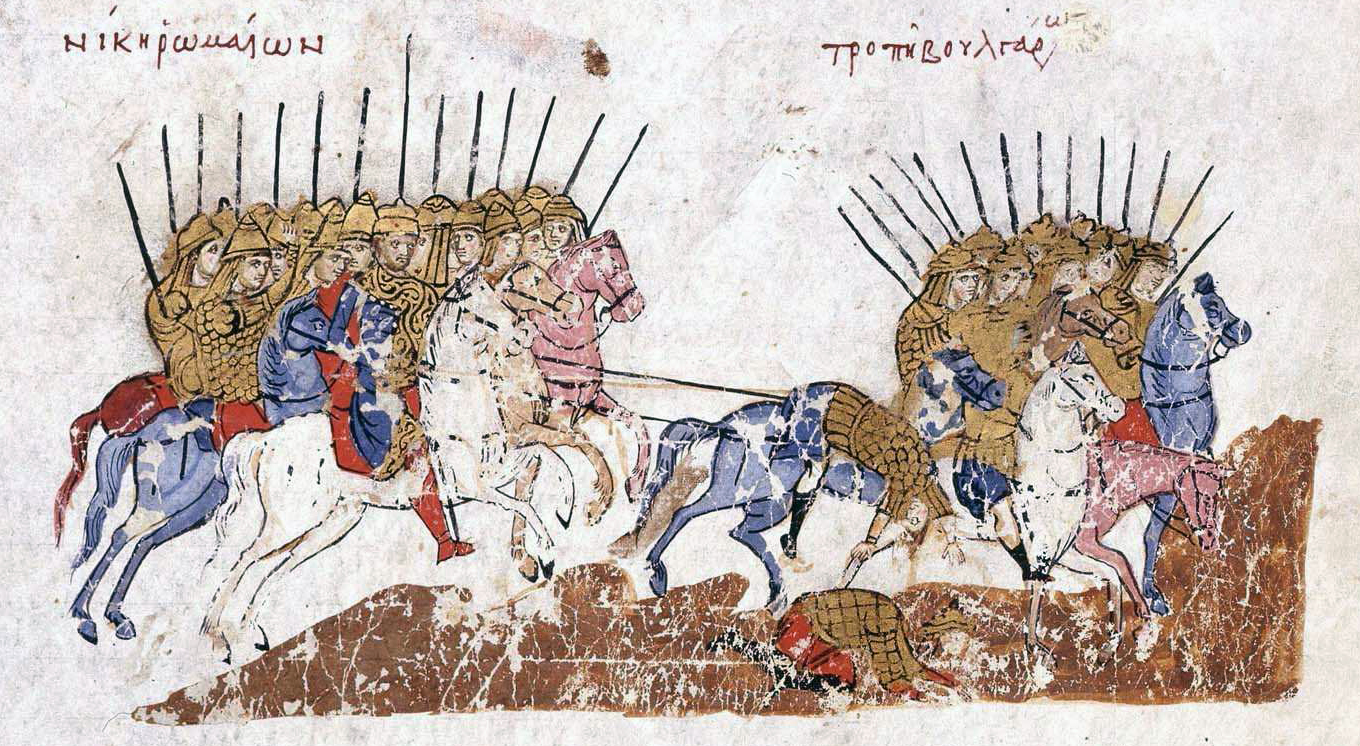
Zwycięstwo bizantyńskie nad Bułgarami

Objąwszy władzę Iwan Władysław niezwłocznie wysłał poselstwo do Bazylego II. Pięć dni po zdobyciu przez Bizantyńczyków Mogleny, przed cesarzem stanął wysłany przez Iwana Władysława Chirotmetus, który przywiózł list nowego cara. W liście tym Iwan Władysław zawiadamiał, że Gabriel Radomir zginął z jego ręki w Petrisku, a cała władza w państwie przeszła na niego, obiecywał jednocześnie głęboką pokorę i posłuszeństwo cesarzowi Bazyli skłonny był przyjąć propozycję, ale brat obrońcy Mogleny, kawkana Domecjana, bułgarski możnowładca, który przeszedł na stronę bizantyńską, przestrzegł cesarza przed przyjęciem propozycji Iwana Władysława. Próba zawarcia rozejmu spaliła na panewce. Bazyli po szybkim marszu stanął w rejonie Ostrowa i Sosku. Iwan Władysław pospiesznie wycofał się na zachód w góry albańskie. Bazyli pomaszerował ze swym wojskiem w rejon wysokich jezior macedońskich. Jesienią zdobył stolicę państwa Iwana Władysława Ochrydę. Ale ledwie zdobył miasto dotarła do niego wiadomość, że Iwan Władysław obległ Dracz. Pozostawił więc w Ochrydzie garnizon i pomaszerował na południe. Wkrótce nadeszły jeszcze gorsze wieści. Maszerując do Ochrydy Bazyli zostawił na straży przepraw przez góry stratega Jerzego Gonitziatesa i protospatariusza Orestesa. Jerzy wpadł w zasadzkę bułgarskiego wodza, Iwaca i poległ wraz ze swym wojskiem. Bazyli był zmuszony pozostawić na razie Dracz własnemu losowi i pospieszył na północ w celu przechwycenia przejścia przez góry zapewniającego armii łączność i aprowizację. Iwac wycofał się na południe. Udało mu się następnie odzyskać Ochrydę, do której powrócił dwór carski. Bazyli powrócił do Tesaloniki, a stamtąd do Mosynopolis. Tam rozdzielił swe wojsko. Jedną armię pod dowództwem Dawida Arianitesa skierował przeciw Strumicy, drugą pod dowództwem Nicefora Ksifiasa w rejon Sredca. Arianites zdobył położoną w pobliżu Strumicy twierdzę zwaną Termica, a Ksifias kilka zamków w pobliżu Sredca, m.in. Bojan. W styczniu 1016 roku cesarz przybył do Konstantynopola.

## Zabiegi wokół umocnienia swojej pozycji
Tymczasem Iwan Władysław umacniał swoje pozycje w górach albańskich i macedońskich. Już w październiku 1015 roku rozpoczął odbudowę licznych, zniszczonych w wyniku działań wojennych twierdz. Umocnił również twierdzę w Bitoli. Aby zabezpieczyć się od zachodu wezwał tam swego wasala Jana Włodzimierza, księcia duklańskiego. Chciał prawdopodobnie, aby ten zabezpieczył mu tyły i był wściekły, że delikatnej natury książę skłaniał się ku pokojowi z cesarzem. Książę zdecydowany był stawić się na wezwanie cara, ale jego żona Teodora Kosara nie ufała mordercy swego brata i obawiając się o życie męża postanowiła jechać w jego zastępstwie. Iwan Władysław przyjął Kosarę tak serdecznie, że w końcu otrzymawszy glejt, gwarantowany dodatkowo przez patriarchę bułgarskiego Dawida, Jan Włodzimierz przybył na dwór cara. Po przybyciu, w dniu 22 maja, został natychmiast ścięty, a car odmówił zgody na pogrzebanie jego ciała. Dopiero liczne cuda dziejące się nad zwłokami księcia skłoniły go do wydania ciała Kosarze.
W drugiej połowie roku cesarz ponownie wyruszył w pole i poprowadził ekspedycję przeciw Bułgarom w rejonie górnej Strumy. Centrum oporu stanowił Pernik broniony przez zdolnego i lojalnego wobec każdego cara, na którego przechodziła sukcesja tronu, Krakrę. Po raz kolejny Bazyli podjął próbę zdobycia twierdzy i tym razem jednak kosztowało go to tak wielu ludzi, że odstąpił od oblężenia. Jesienią skierował się na południe aby dać odetchnąć swemu wojsku w Mosynopolis.

## Walki 1017 roku
W pierwszych dniach 1017 roku cesarz znowu był w polu. Wysłał Dawida Arianitesa i Konstantyna Diogenesa w rajd wzdłuż Wardaru, a sam zdobył zamek Longus. Z Longus wyruszył na południe, aby oblec Kastorię. Ale kiedy stanął pod potężnymi murami twierdzy otrzymał pismo od stratega Drystry informujące, że Iwan Władysław i jego wicekról w Rodopach Krakra podjęli rozmowy z Pieczyngami, którzy w dużej liczbie przekroczyli Dunaj. Bazyli nie zamierzał ryzykować. Zaniechał oblężenia i pospieszył na północ. Po drodze rozkazał odbudować zburzone mury wokół Werroi. Kiedy przybył do Ostrowa dowiedział się, że carowi nie udało się zawrzeć przymierza z Pieczyngami, którzy woleli nie ryzykować zatargu ze starym cesarzem.
Bazyli powrócił na południe i zdobył miasto Setina nad Brodem (obecnie wieś Setina nad Brodem na skraju doliny Czerna). Samuel miał tam pałac, w którym Bazyli II zdobył wielkie zapasy prowiantu. Pałac został spalony, a żywność rozdano żołnierzom. Car wraz z wojskiem pospieszył za Bizantyńczykami, szukając okazji do nękania przeciwnika. Bazyli wysłał przeciw niemu Konstantyna Diogenesa na czele wojsk z temów europejskich. Konstantyn wpadł jednak w zasadzkę przygotowaną przez Iwana Władysława i byłby zginął, gdyby nie nadszedł mu z odsieczą Bazyli. Na widok cesarza Bułgarzy rzucili się do ucieczki wołając: „Uciekajcie cesarz” („Βεγεῖτε Τσαῖσαρ” tj. Begaite Cesar). Zginęło wielu Bułgarów, w ręce bizantyńskie wpadł też ekwipunek cara i jego bratanka. Po zwycięstwie cesarz przeniósł się do Wodeny, a w styczniu 1018 roku powrócił do stolicy.

## Śmierć pod Draczem

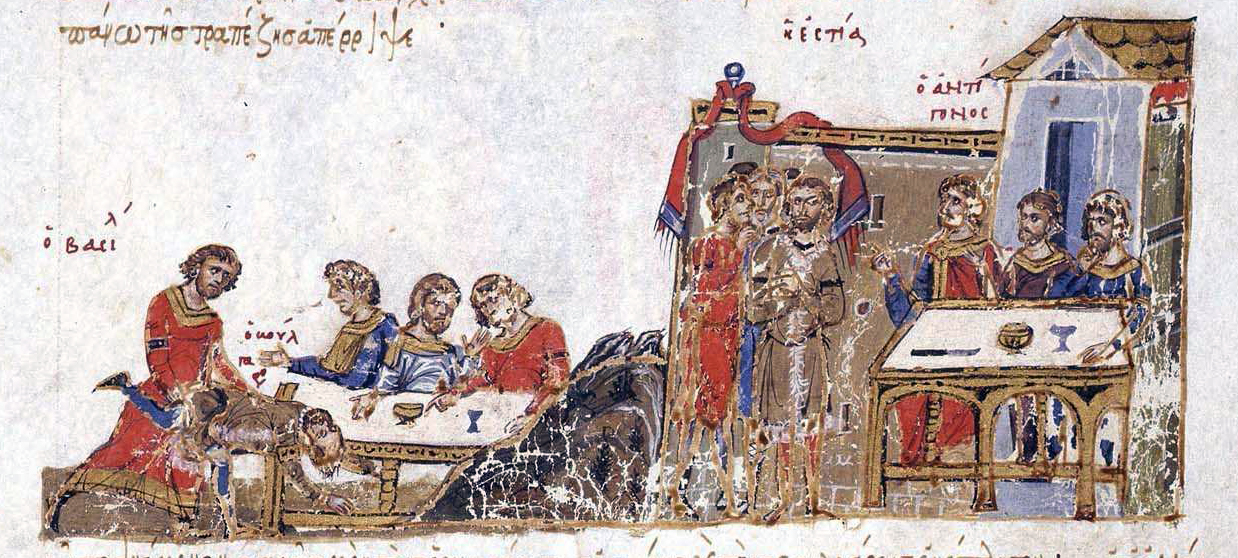
Tryumf Bazylego II nad Bułgarami

Kiedy Bazyli udawał się na leże zimowe, Iwan Władysław schodził z gór i oblegał Dracz. Zamierzając tutaj przenieść ośrodek swego państwa. W lutym 1018 roku zginął pod murami miasta. Pop Duklanin tak opowiada o jego śmierci: Kiedy w obozie pod Draczem zasiadł do posiłku, zaatakował go jakiś rycerz, w którym carowi wydało się, że rozpoznaje Włodzimierza duklańskiego, którego zamordował. Przerażony zaczął wołać o pomoc, ale nikt nie pospieszył mu na ratunek. A nieznany rycerz, który mógł być duchem, Grekiem albo Bułgarem zdrajcą ranił go śmiertelnie.
Jego śmierć oznaczała koniec Bułgarii. Synowie Iwana Władysława byli młodzi i niedoświadczeni i nawet najwytrwalsi wodzowie bułgarscy zwątpili w celowość dalszego oporu. Na wieść o śmierci cara cesarz opuścił Konstantynopol. Kiedy przemierzał półwysep, jego starzy przeciwnicy składali przed nim broń. W Adrianopolu spotkał syna i brata Krakry, którzy przynieśli mu wiadomość, że wielki generał poddaje cesarzowi niezdobytą dotąd twierdzę Pernik. Bazyli przyjął ich uprzejmie i obdarował wysokimi godnościami. Do Mosynopolis przybyli legaci z Bitoli, Morowizdu i Liplyanu oddając cesarzowi klucze do tych miast. W Serres spotkał się z cesarzem Krakra wraz z dowódcami 35 zamków, które mu podlegały. Poprzedził go Dragomusz, dowódca Strumicy. Kiedy zbliżył się do Strumicy stanęło przed nim poselstwo, wysłane przez carową wdowę Marię w celu uzgodnienia warunków kapitulacji stolicy kraju.

## Opinie potomnych
Żyjący w ponad sto lat po Iwanie Władysławie Pop Duklanin, piszący z perspektywy duklańskiej, oburzony podstępnym mordem księcia Jana Włodzimierza, w ten sposób kończy relację o carze bułgarskim: I stało się, że ten najnędzniejszy morderca, który rozkazał ściąć Włodzimierza, a przez to uczynić zeń męczennika, gdy zasiadał do posiłku, sam został zabity i przyłączony na wieki do aniołów Szatana. Z innych pobudek nie szczędzi carowi ostrej krytyki W. Złatarski. Rozważając rozkład górnych warstw społeczeństwa bułgarskiego, będący wynikiem intryg i korupcji płynących ze strony bizantyńskiej, bułgarski historyk zauważa: Zamiast silnego cieszącego się autorytetem władcy, na czele państwa stał wulgarny morderca, który nie był w stanie przeciwstawić się złu i podnieść moralnego ducha narodu. S. Runciman ocenia cara o wiele przychylniej: W narastającym zamęcie, każdy z dowódców zaczął dbać o własne interesy. Iwan Władysław odznaczał się jednak znaczną i bezwzględną energią. Natomiast K. Zakrzewski ma dla ostatniego władcy I państwa bułgarskiego współczucie: Nieszczęsny Jan Władysław ograniczał się do podtrzymywania wojny podjazdowej, którą prowadził nader zręcznie, dopóki nie poległ.

## Potomkowie Iwana Władysława
Iwan Władysław miał z żoną Marią 6 synów i 6 córek. Znamy imiona sześciorga spośród nich:
- Presjan
- Ałusijan
- Aaron
- Trajan
- Radomir
- Katarzyna

Zarówno oni jak i ich dzieci mieli w ciągu najbliższych stu lat odegrać znaczną rolę w życiu cesarstwa bizantyńskiego, sprawując wysokie urzędy i świetnie wychodząc za mąż.